# Puchar Świata w kombinacji norweskiej 1983/1984
Sezon 1983/1984 Pucharu Świata w kombinacji norweskiej rozpoczął się 17 grudnia 1983 w austriackim Seefeld, zaś ostatnie zawody z tego cyklu zaplanowano w Czechosłowackim Štrbském Plesie 24 marca 1984 roku. Była to pierwsza edycja Pucharu Świata. Wszystkie konkursy zostały rozegrane metodą Gundersena.
Zawody odbyły się w 7 krajach: Austrii, RFN, NRD, Szwecji, Finlandii, Norwegii oraz Czechosłowacji w 7 miastach na kontynencie europejskim.
Już w pierwszym konkursie doszło do precedensu. Zwycięzcami okazali się dwaj zawodnicy: Uwe Dotzauer z NRD i Amerykanin Kerry Lynch.

## Kalendarz i wyniki
| 1.  | 17 grudnia 1983  | Seefeld        | Gundersen K90/15 km                                          | Uwe Dotzauer Kerry Lynch                                     | –                                                            | Gunter Schmieder                                             |                                                              |                                                              |
| 2.  | 29 grudnia 1983  | Oberwiesenthal | Gundersen K90/15 km                                          | Andreas Langer                                               | Ołeksandr Proswirnin                                         | Uwe Dotzauer                                                 |                                                              |                                                              |
| 3.  | 7 stycznia 1984  | Schonach       | Gundersen K90/15 km                                          | Thomas Müller                                                | Geir Andersen                                                | Kerry Lynch                                                  |                                                              |                                                              |
| ZIO | 8-19 lutego 1984 | Sarajewo       | Kombinacja norweska na Zimowych Igrzyskach Olimpijskich 1984 | Kombinacja norweska na Zimowych Igrzyskach Olimpijskich 1984 | Kombinacja norweska na Zimowych Igrzyskach Olimpijskich 1984 | Kombinacja norweska na Zimowych Igrzyskach Olimpijskich 1984 | Kombinacja norweska na Zimowych Igrzyskach Olimpijskich 1984 | Kombinacja norweska na Zimowych Igrzyskach Olimpijskich 1984 |
| 4.  | 24 lutego 1984   | Falun          | Gundersen K90/15 km                                          | Rauno Miettinen                                              | Tom Sandberg                                                 | Geir Andersen                                                |                                                              |                                                              |
| 5.  | 3 marca 1984     | Lahti          | Gundersen K90/15 km                                          | Thomas Müller                                                | Uwe Dotzauer                                                 | Geir Andersen                                                |                                                              |                                                              |
| 6.  | 8 marca 1984     | Oslo           | Gundersen K115/15 km                                         | Espen Andersen                                               | Tom Sandberg                                                 | Geir Andersen                                                |                                                              |                                                              |
| 7.  | 25 marca 1984    | Štrbské Pleso  | Gundersen K90/15 km                                          | Tom Sandberg                                                 | Uwe Dotzauer                                                 | Klaus Sulzenbacher                                           |                                                              |                                                              |

## Klasyfikacje
| Lp.   | Zawodnik             | Punkty |
| 1.    | Tom Sandberg         | 103    |
| 2.    | Uwe Dotzauer         | 89     |
| 3.    | Geir Andersen        | 82     |
| 4.    | Thomas Müller        | 72     |
| 4.    | Ołeksandr Proswirnin | 72     |
| 6.    | Rauno Miettinen      | 54     |
| 7.    | Hubert Schwarz       | 46     |
| 8.    | Hallstein Bøgseth    | 43     |
| 8.    | Kerry Lynch          | 43     |
| 10.   | Hermann Weinbuch     | 42     |
| . . . |                      |        |
| 26.   | Stanisław Kawulok    | 9      |
| 35.   | Tadeusz Bafia        | 1      |

| Lp. | Zawodnik          | Punkty |
| 1.  | Norwegia          | 245    |
| 2.  | NRD               | 205    |
| 3.  | ZSRR              | 169    |
| 4.  | RFN               | 140    |
| 5.  | Stany Zjednoczone | 66     |
| 6.  | Finlandia         | 64     |
| 7.  | Austria           | 63     |
| 8.  | Polska            | 10     |
| 9.  | Czechosłowacja    | 9      |